# Spitzmeilen
Der Spitzmeilen ist ein 2501 m ü. M. hoher Berg in den Glarner Alpen. Er liegt auf der Grenze der Schweizer Kantone Glarus und St. Gallen.
Der Spitzmeilen ist bekannt für seine imposante Form, der eigentliche Gipfelstock ragt als steiler Felszahn aus den darunter liegenden Hängen. Deshalb ist er von weit her sichtbar und tragen einige Gaststätten in der Umgebung Namen wie Spitzmeilenblick. Weiter wird er vom Skigebiet Flumserberg als "Wahrzeichen" genutzt, obwohl er mit der Bahn nicht erschlossen ist. Der Gipfel besteht aus braunem Liaskalk.
In direkter nordwestlicher Nachbarschaft liegt der mit 2483 m ü. M. etwas niedrigere Wissmilen, welcher über den Wissmilenpass auf den Magerrain (2524 m ü. M.) überleitet. Alle drei liegen am nördlichen Rand des UNESCO-Weltnaturerbes Tektonikarena Sardona.
Nördlich des Spitzmeilen ist das Skigebiet Flumserberg, von wo aus der Gipfel als Tagestour bestiegen werden kann. Als Ausgangspunkt für Begehung kann auch die auf 2087 m ü. M. liegende Spitzmeilenhütte (SAC) dienen. Ein weiterer Zugang ist von der Glarner Seite das im Sernftal gelegene Engi. Die Schlüsselstelle bei der Besteigung ist der steile Felsgipfel, welcher durch eine Rinne (Couloir) in der Ostseite erreicht wird. Dabei wird leichte Kletterei (Schwierigkeitsgrad I–II) gefordert. Im Winter ist der Spitzmeilen beliebtes Ziel von Skitouren.

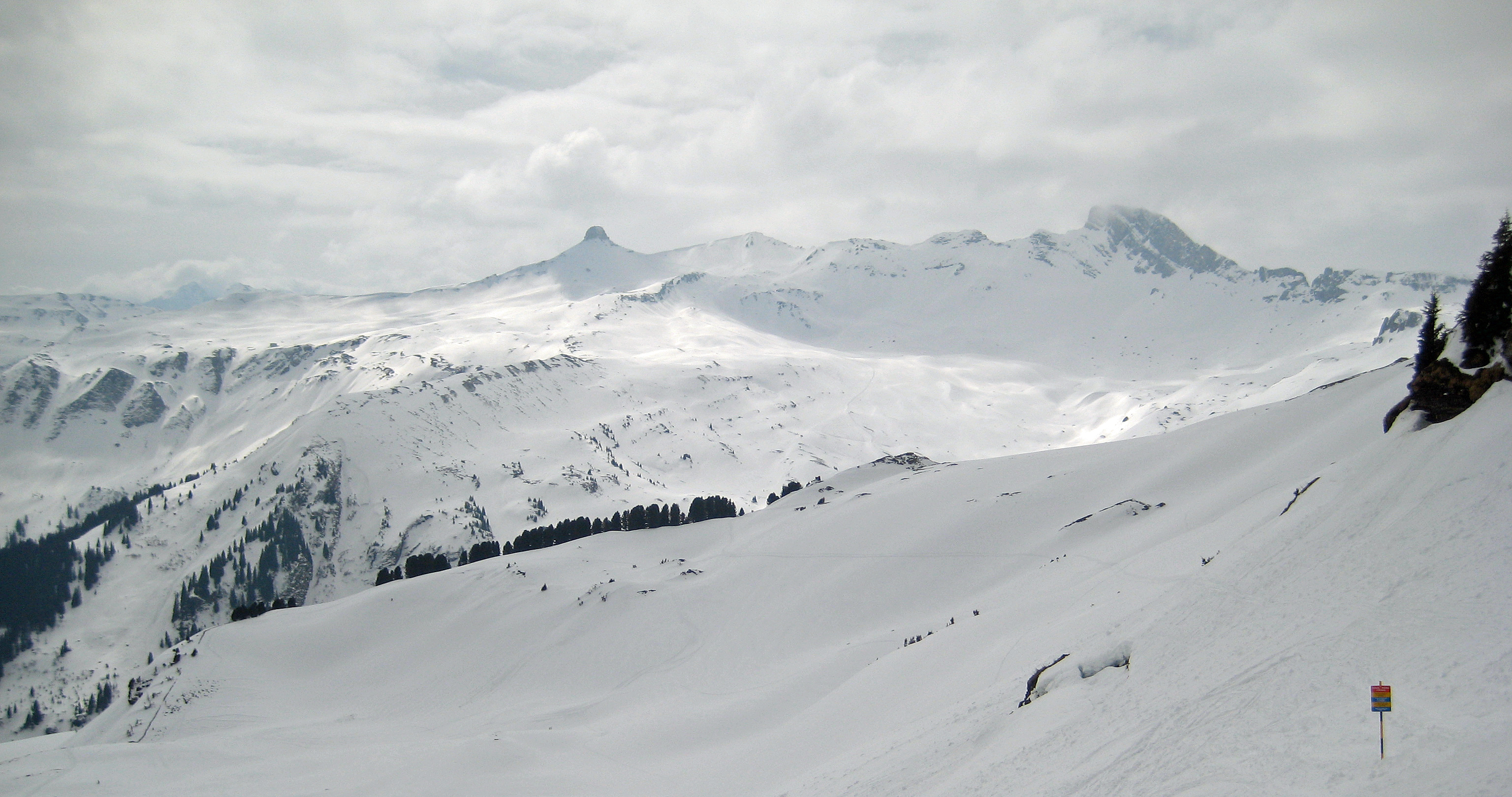
Spitzmeilen (Mitte links) nebst Wissmilen (Mitte) und Magerrain (rechts) vom Maschgenkamm/Flumserberg